# Киёсуми-Сиракава
Киёсуми-Сиракава (яп. 清澄白河駅 киёсуми сиракава эки) — железнодорожная станция на линиях Оэдо и Хандзомон, расположенная в специальном районе Кото в Токио. Станция обозначена номером E-14 на линии Оэдо и номером Z-11 на линии Хандзомон.
Для некоторых составов обеих линий данная станция является конечной. На станции установлены автоматические платформенные ворота.

## История
- 12 декабря 2000 — открылась станция линии Оэдо
- 19 марта 2003 — открылась станция линии Хандзомон

## Планировка станции

### Toei
2 платформы островного типа и 3 пути.
| 1 | ○ Линия Оэдо | Рёгоку, Иидабаси |
| 2 | ■ Линия Оэдо | Рёгоку, Иидабаси |
| 3 | ○ Линия Оэдо | Даймон, Роппонги |
| 4 | ○ Линия Оэдо | Даймон, Роппонги |

### Tokyo Metro
Одна платформа островного типа и два пути.
| 1 | ○ Линия Хандзомон | Отэмати, Сибуя, Тюо-Ринкан    |
| 2 | ○ Линия Хандзомон | Осиагэ, Куки, Минами-Курихаси |

## Близлежащие станции
| «               |                 | Линия           |                 | »               |
| Линия Хандзомон | Линия Хандзомон | Линия Хандзомон | Линия Хандзомон | Линия Хандзомон |
| --------------- | --------------- | --------------- | --------------- | --------------- |
| Суйтэнгумаэ     | Суйтэнгумаэ     | -               | Сумиёси         | Сумиёси         |
| Toei Ōedo Line  |                 |                 |                 |                 |
| Морисита        | Морисита        | -               | Мондзэн-Накатё  | Мондзэн-Накатё  |